# 台湾大戟
台湾大戟（学名：Euphorbia formosana）为大戟科大戟属下的一个种。其种加词“formosana”意为“台湾的”。